# Dave Barry
David McAlister Barry, conhecido como Dave Barry ( Armonk, 3 de julho de 1947) é um escritor e colunista americano que escreveu uma coluna de humor para o Miami Herald de 1983 a 2005. Ele também escreveu vários livros de humor e paródia, bem como romances em quadrinhos. Entre os  prêmios de Barry estão o Prémio Pulitzer de Comentário (1988) e o Prêmio Walter Cronkite de Excelência em Jornalismo (2005).

## Série de televisãoDave's World
De 1993 a 1997, a CBS transmitiu o seriado Dave's World baseado nos livros Dave Barry Turns 40 e Dave Barry's Greatest Hits. Harry Anderson interpretou Barry e DeLane Matthews foi sua esposa Beth. Em um episódio inicial, Barry apareceu em uma participação especial. Após quatro temporadas, o programa foi cancelado logo após ser transferido do seu "cobiçado" horário de segunda à noite para o "horário mortal da noite de sexta-feira", assim chamado por causa de sua associação com baixa audiência.

## Livros

### Não ficção
- The Taming of the Screw (1983, with illustrator Jerry O'Brien)
- Babies and Other Hazards of Sex: How to Make a Tiny Person in Only 9 Months With Tools You Probably Have Around the Home (1984, with illustrator Jerry O'Brien)
- Stay Fit and Healthy Until You're Dead (1985, with illustrator Jerry O'Brien)
- Claw Your Way to the Top: How to Become the Head of a Major Corporation in Roughly a Week (1986, with illustrator Jerry O'Brien)
- Dave Barry's Guide to Marriage and/or Sex (1987 with illustrator Jerry O'Brien)
- Homes and Other Black Holes (1988)
- Dave Barry Slept Here: A Sort of History of the United States (1989)
- Dave Barry Turns 40 (1990)
- Dave Barry's Only Travel Guide You'll Ever Need (1991)
- Dave Barry's Guide to Life (1991) (includes Dave Barry's Guide to Marriage and/or Sex, Babies and Other Hazards of Sex, Stay Fit and Healthy Until You're Dead and Claw Your Way to the Top)
- Dave Barry Does Japan (1992)
- Dave Barry's Gift Guide to End All Gift Guides (1994)
- Dave Barry's Complete Guide to Guys (1996)
- Dave Barry in Cyberspace (1996)
- Dave Barry's Book of Bad Songs (1997)
- Dave Barry Turns 50 (1998)
- Dave Barry Hits Below the Beltway: A Vicious and Unprovoked Attack on Our Most Cherished Political Institutions (2001)
- "My Teenage Son's Goal in Life is to Make Me Feel 3,500 Years Old" and Other Thoughts On Parenting From Dave Barry (2001)
- "The Greatest Invention in the History Of Mankind Is Beer" And Other Manly Insights From Dave Barry (2001)
- Dave Barry's Money Secrets (2006)
- Dave Barry on Dads (2007)
- Dave Barry's History of the Millennium (So Far) (2007)
- I'll Mature When I'm Dead|I'll Mature When I'm Dead: Dave Barry's Amazing Tales of Adulthood (2010)
- You Can Date Boys When You're Forty: Dave Barry on Parenting and Other Topics He Knows Very Little About (2014)
- Live Right and Find Happiness (Although Beer is Much Faster): Life Lessons and Other Ravings from Dave Barry (2015)
- Best. State. Ever.: A Florida Man Defends His Homeland (2015)
- For This We Left Egypt?: A Passover Haggadah for Jews and Those Who Love Them (2017)

### Colunas
- Dave Barry's Bad Habits: A 100% Fact-Free Book (1985)
- Dave Barry's Greatest Hits (1988)
- Dave Barry Talks Back (1991)
- The World According to Dave Barry (1994) (includes Dave Barry Talks Back, Dave Barry Turns 40 and Dave Barry's Greatest Hits)
- Dave Barry is NOT Making This Up (1995)
- Dave Barry Is from Mars and Venus (1997)
- Dave Barry Is Not Taking This Sitting Down (2000)
- Boogers Are My Beat (2003)

### Ficção
- Big Trouble (novel)|Big Trouble (1999) ISBN 978-0-399-14567-4
- Tricky Business (2002) ISBN 978-1491509692
- Peter and the Starcatchers (2004, with Ridley Pearson) ISBN 0-7868-3790-X
- Peter and the Shadow Thieves (2006, with Ridley Pearson) ISBN 0-7868-3787-X
- Peter and the Secret of Rundoon (2007, with Ridley Pearson) ISBN 0-7868-3788-8
- Escape From the Carnivale (2006, with Ridley Pearson) ISBN 0-7868-3789-6
- The Shepherd, the Angel, and Walter the Christmas Miracle Dog (2006) ISBN 978-0425217740
- Cave of the Dark Wind (2007, with Ridley Pearson) ISBN 0-7868-3790-X
- Science Fair (2008, with Ridley Pearson) ISBN 978-1423113249
- Peter and the Sword of Mercy (2009, with Ridley Pearson) ISBN 978-1423130703
- Never Land Books|Blood Tide (2008, with Ridley Pearson) ISBN 978-0786837915
- The Bridge to Neverland (2011, with Ridley Pearson) ISBN 978-0425253373
- Lunatics (2012, with Alan Zweibel) ISBN 978-0425253373
- Insane City (2013) ISBN 978-0399158681
- The Worst Class Trip Ever (2015) ISBN 978-1484708491
- The Worst Night Ever (2016) ISBN 978-1484708507